# 黃彰輝
黃彰輝（1914年8月20日—1988年10月28日），臺灣彰化人，畢業自英國西敏斯特學院，臺灣基督長老教會牧師，曾任臺南神學院院長、以及總部位於倫敦的普世教會協會世界神學教育基金會總幹事。1972年與黃武東牧師等人於美國發起「臺灣人民自決運動」。

## 生平
黃彰輝的一生隨著台灣政局變動，用過許多英文名字。第一個是「黃彰輝」三個字的台灣話白話字「N̂g Chiong-hui」，而在同學、教授同僚與學生、教會內的同工與會友之間，稱呼他為「N̂g bo̍k-su」（「黃牧師」台語發音）。在黃彰輝出生的日本統治時代，由於政界與教育界通用日語，所以同樣「黃彰輝」三個字，變成日語發音「Shoki Ko」。因此自從他入公學校到完成大學，甚至到英國留學，整個受教育的期間，他都被稱呼為「Ko Shoki」。二戰結束後，中華民國政府接管台灣，官用語改為北京話，他的姓名改官話發音作Chang-Huei Hwang（常簡寫為C.H. Hwang）。1965年，離開台南神學院，定居於英國，後來歸化英國，取日語發音「Shoki Coe」為法定的名字與稱呼。如此，在他的一生中，他就有了由四個語言，發音而來的名字。他也使用過三個國家，用三種不同名字的護照。黃牧師常感嘆說：「名字那麼多，且領過那麼多國所發給的護照，不是彰顯台灣人榮光的歷史，是指著故鄉經歷了數世代受壓迫的悲哀。」:75

### 成長及求學
黃彰輝於1914年（大正三年）8月出生於日本統治下的彰化，因出生地取名「彰輝」，父親黃俟命及祖父黃誌誠（舊乳名黃能傑）都是牧師。隨著父親黃俟命的工作在鹽水港和台南成長，1922年4月，進入台南師範學校附屬公學校就讀小學。1927年受洗於台南東門教會，該年4月公學校未畢業即進入「長老教會中學」（長中）就讀，由於在殖民地政策下，黃彰輝無法報考高等學校。於是在1930年（昭和五年）到日本青山學院中等學部就讀。在日本見證了基督徒不畏日本軍國主義的壓迫，譴責日本入侵滿洲，培養了身為基督徒的自由主義。:118
1931年（昭和六年）黃彰輝考入台北高等學校，報考文哲科。1934年畢業，進入日本東京帝國大學哲學系就讀，並確立了往神學發展。1937年畢業，然而在返台的船上卻因與弟弟黃明輝用台灣話交談而使弟弟受到日籍教官處罰，雖然在黃彰輝道歉下平息，但也加深黃彰輝對自己台灣人意識受辱而「不甘願」，感到「在自己國度內也做次等國民」。:177同年前往英國。1938年8月，黃彰輝獲得滿雄才牧師（Rev. W.E. Montgomery，曾任台南神學院校長）推薦，獲得宣教會400英鎊補助赴英留學，在劍橋大學的西敏斯特學院研讀神學三年，期間曾住在蘭大衛醫生家中。

### 傳教生涯
1941年6月黃彰輝自西敏斯特學院畢業，9月獲南倫敦中會任命教師。然而隨著同年底日本偷襲珍珠港，對英國宣戰後，拿日本護照的黃彰輝因此陷入失去行動自由，1941年12月10日，黃彰輝獲信函告知他成為「敵國的外國人」 ，最後在英格蘭長老教會協助之下，於1942年2月獲得通行許可證，解除其敵國人民行動限制。:221之後黃在英格蘭長老教會海宣會工作。在7月於倫敦大學亞非學院學習中國官話，並且自1943年起開始在SOAS教授日本語與福建話。也在此時認識後來成為他妻子的 Winifred Sounder(蘇慰爾)。

### 戰後
1945年日本投降、戰爭結束，黃彰輝也開始申請返台，卻因為英國仍處於復原期而無法成行。1946年，黃彰輝寫信給駐倫敦中華民國領事館申請中華民國護照。於1947年返台。1948年出任台南神學院院長，成為首任台灣人院長，並與黃武東牧師參與東海大學的籌設。
1957年台灣基督長老教會總會選出黃彰輝為議長，黃武東為總幹事。自1950年代末期起，以蔣介石為首的國民黨政權就開始以懷疑的眼光視台灣基督長老教會為「台灣人意識和情感」的重鎮，在這敏感的時刻，長老教會所歸屬的普世教協主張應該讓中國加入聯合國，確信只有當帶有強烈不可確定性的中國加入國際組織時，國際社會才有可能加以規範這個霸權國家，因此，長老教會遭受到國民黨政權前所未有的壓力，要求它在1970年退出普世教協。

### 離臺推動台灣人民自決運動
1965年黃彰輝辭去了台南神學院院長，並離開台灣到英格蘭，擔任總部位於倫敦的「世界神學教育基金會」總幹事。1971年擔任普世基督教協會神學教育基金主任，同時是台灣任職普世教會機構的第一人，遇到南非出身的神學家牧師屠圖，當時南非仍受黑白隔離的種族歧視，由於屠圖是黑人，深受南非政府的打壓。黃彰輝聘請了屠圖牧師當副主任。:232-324直到1975年屠圖因出任非洲人在南非約翰尼斯堡第一位主教大會主任，搬回約翰尼斯堡。:324
1972年3月19日，他和黃武東牧師、宋泉盛牧師、林宗義博士等人以共同發起人名義，邀請歐美各地代表21名，於美國發起台灣人民自決運動（Formosans for Self-Determination），喚起台灣人的自覺意識，並聲援長老教會在台灣所發表的三個信仰聲明，獲得海外台灣人組織的支持，也因此進入國民黨政府的「黑名單」。
國民黨政府曾派出駐美大使沈劍虹勸誘黃彰輝返台。同樣參加台灣人民自決運動的黃武東更遇到國府派員勸誘回台，但兩人不為所動。:355-357
1980年，黃彰輝與彭明敏等海外知名人士組織、成立「台灣人公共事務協會」（FAPA），為台灣拓展國際關係。直到1987年7月解嚴後才返台。
據說1950年代黃彰輝擔任臺南神學院院長時，與李登輝常有往來，彼此熟悉。據前新聞局駐日代表處處長張超英回憶，1985年他第一次退休時，在紐約經營影像製作公司，聽說黃彰輝受肺癌之苦，想替他做紀錄片。當時黃彰輝來到紐約做最後一次巡訪，當他引用啟示錄一節「新的天、新的地」，提到李登輝。黃彰輝說：「我們寄望他，給他時間，帶領台灣人創造一個新的天、新的地。」後來當張超英入總統府獲李登輝接見時，要離開前張超英將錄影帶送給李總統，李顯得很驚喜，叫張坐下來再談。:235-236
1988年10月，黃彰輝病逝於英國倫敦。
他死後出版的回憶錄《回憶與反思》（Recollections and Reflections）裏，他談到心境：「我深深地涉入在政治當中，因為我是台灣人，因為在我內心底深處有一股強大的力量，讓我拒絕被歸類在台灣人以外的任何範疇，讓我拒絕接受別人所給予我們的待遇。我有一股深刻的『呣願』（m̄-goān）、『呣甘願』（m̄-kam-goān）的感受。」他提到了「參與政治」的原因：「因為我是台灣人，也因為我是基督徒…前者關係到我的實況（context）；…後者則指向我的文本（text）；…這正是另一個『實況化』（contextualization）的實例。」直到有一天，當作為上帝依其形象所創造之子民的台灣人民的自我認同和尊嚴被每一個人所尊重為止，而那一天正是島內和海外的台灣人所習慣通稱的『出頭天』（chhut-thâu-thiⁿ。只有當那一天到來時，我的政治『呣甘願』才能真正除去。」

### 婚姻與家庭
1944年8月12日，黃彰輝甫與修適士郡省Seaford市出身的Winifred Sounder(蘇慰爾)結婚，因為當時台灣處於的二次大戰中，台灣的親族，沒有一個人知道他的婚事，主婚人是老蘭大衛醫生夫婦，伴郎是同班同學 George Hood（胡德），伴娘是蘭醫生的女兒Jean Landsborough，直到1946年戰爭結束後，黃彰輝的父親與家族才知道他結婚。1947年8月，黃彰輝夫婦帶著在英國出生的大兒子 David 返回台灣。黃彰輝和Winifred育有三男一女，除了大兒子 David ，其餘二男一女均在台灣出生。
身為父親的黃彰輝非常的忙碌，有7年的光陰沒與妻子小孩住在一起，無法親自教育、分享台灣家系歷史，以至於 Winifred 母子對台灣的認識不足。1959年，Winifred 獨自攜帶四個兒女回英國，她們一回去英國，就沒再回來台灣了，此後 Winifred 幾乎獨手栽培他們成人，長子獲得科學博士，其餘三男一女都養成有為的醫師。長子David曾就讀台南勝利國校，會講台灣話，不過在他的記憶裏，從父親所得有關台灣的印象，只是南神的外殼與宣教師會的點滴而已，而對於台灣的環境與歷史，都沒有收藏在腦子裡。
黃彰輝具有台灣人意識，引起國民黨當局的攻擊及抹黑。由於蘇慰爾仍保有英國籍，在戶口登記上竟登記黃彰輝為「未婚」，並要求其歸化才能登記，此後每年黃彰輝申請中華民國護照時，國民黨政府都在結婚的記事欄故意蓋上「未婚」，黃彰輝每次向政府抗議都無效，直到1959年蘇慰爾返英。甚至到1966年總會通常會議裡，還有反共護教的牧師要譴責其「與一個女士同居，生了四個私生子」。:296-299

## 理論與主張

### 處境神學的背景
在十九世紀以後西方世界因著海洋活動的發展，西方文明就此擴展至全世界，同時帝國主義、殖民主義與自由貿易也開始出現，基督教也因此開啟了另一個全新的海外宣教，福音也因著西方國家的殖民運動傳到亞洲、非洲、拉丁美洲及南太平洋等第三世界國家。但隨著國際局勢的改變，尤其是在二次世界戰爭結束後，許多西方國家的殖民地紛紛爭取獨立，第三世界國家的基督教會在這時候也有機會反思他們的信仰經驗如何融入在本土的文化中。「處境化神學」也就是以第三世界的教會為主要的潮流，主要是把基督教信仰融入當時的社會背景、人民的實況處境中加以運用，使那些從事在基督教信仰活動的人，能對自己的身分有所認同，同時能透過自己的獨有的經驗來建構神學。
在《處境中之事奉：神學教育基金會的第三委任執行計畫（1970-1977）》中，黃彰輝主張以實況化神學將基督教教義融入當地的歷史文化情境中。並且就自我認同，以「我關心政治，因為我是一個臺灣人，更因為我是一個基督徒」從自身的文化脈絡與生命文本出發，對本土現實的政治關懷，也催生出八零年代的「故事神學」和「鄉土神學」。

### 處境化神學的推動
黃彰輝在 1940年代，就感受到現代化、工業的發展、理性主義的興起等對神學的挑戰與衝擊，更深刻體會教會必須在新的處境裡以積極、負責任，且豐富性的行動來回應宣教的使命。黃彰輝首先提出並使用「處境化」概念。他主張本土教會應該先將西方教會及其神學「去處境化」（de-contextualization），然後按著自己本土文化的處境中將信仰和神學「再處境化」（re-contextualization）。黃彰輝曾說：「福音必須實況化於文化中，然而它也必須將文化處境『福音化』。

### 黃彰輝的信仰與政治
出生於日治時代的黃彰輝，經歷台灣殖民、外省與本土文化衝擊的處境中，他認為在那個年代，身為一個生長在台灣的人不能以台灣母語稱呼自己的名字，是一個身分失落的悲哀，所以黃彰輝個人的本土意識，對身分認同也特別鮮明。他認為，政治的參與乃是在於「我」存在的意義–「為身為台灣人的意義而角力，與為身為基督徒的意義而角力。」黃彰輝在1970年代提出「脈絡中的神學」，這是一個以在地的文化脈絡中，深入於政治、世俗、經濟、科技、文化及人權等議題來回應信仰。這也是黃彰輝在台灣推動「實況（處境）化神學」的目的，1971年，中華民國退出聯合國，外交開始孤立。黃彰輝及台灣基督教長老教會提出「國是聲明」，在這聲明中強調「人權」既是上帝所賜予，人民自有權利決定他們自己的命運。

### 臺灣人民自決運動
1973年，黃彰輝邀請林宗義醫師、宋泉盛牧師及黃武東牧師等發起「臺灣人民自決運動」，以「臺灣一千五百萬人民決不容許再被當作交易的商品，如已往。我們有權決定自己的命運，這種基本人權是上帝所賦與的，也是聯合國憲章所承認的」來宣示臺灣就普世人權、自主自決、自由民主的立國精神。

## 著作列表

### 學位論文
1937（正確篇名不詳）。東京帝國大學哲學科學士學位畢業論文。

### 著書
1993 Recollections and reflections. New York: The Rev. Dr. Shoki Coe’s Memorial Fund.

### 篇章論文
1928〈惜時〉，《輔仁》，號5，頁87（臺南：長老教中學，1928年7月）。
1929〈通商〉，《輔仁》，號5，頁101（臺南：長老教中學，1928年7月）。
1935〈不安の倫理性〉，《東大YMCA会報》第17号（12月10日），頁22-23 [上半部譯文刊在《臺灣人的先覺—黃彰輝》，頁140]。

### 其他
2011 Christian mission in the context of Asian nation building. New Jersey: Princeton Theological Seminary Educational Media.
2011 Human rights in Taiwan today. New Jersey: Princeton Theological Seminary Educational Media.
2011 Missio Dei. New Jersey: Princeton Theological Seminary Educational Media.
2011 Text and context in missions. New Jersey: Princeton Theological Seminary Educational Media.
2012 Christian mission and the test of discipleship :  the Princeton lectures, 1970 (edited and introduced by Michael Nai-Chiu Poon). Singapore: Trinity Theological College.

## 紀念

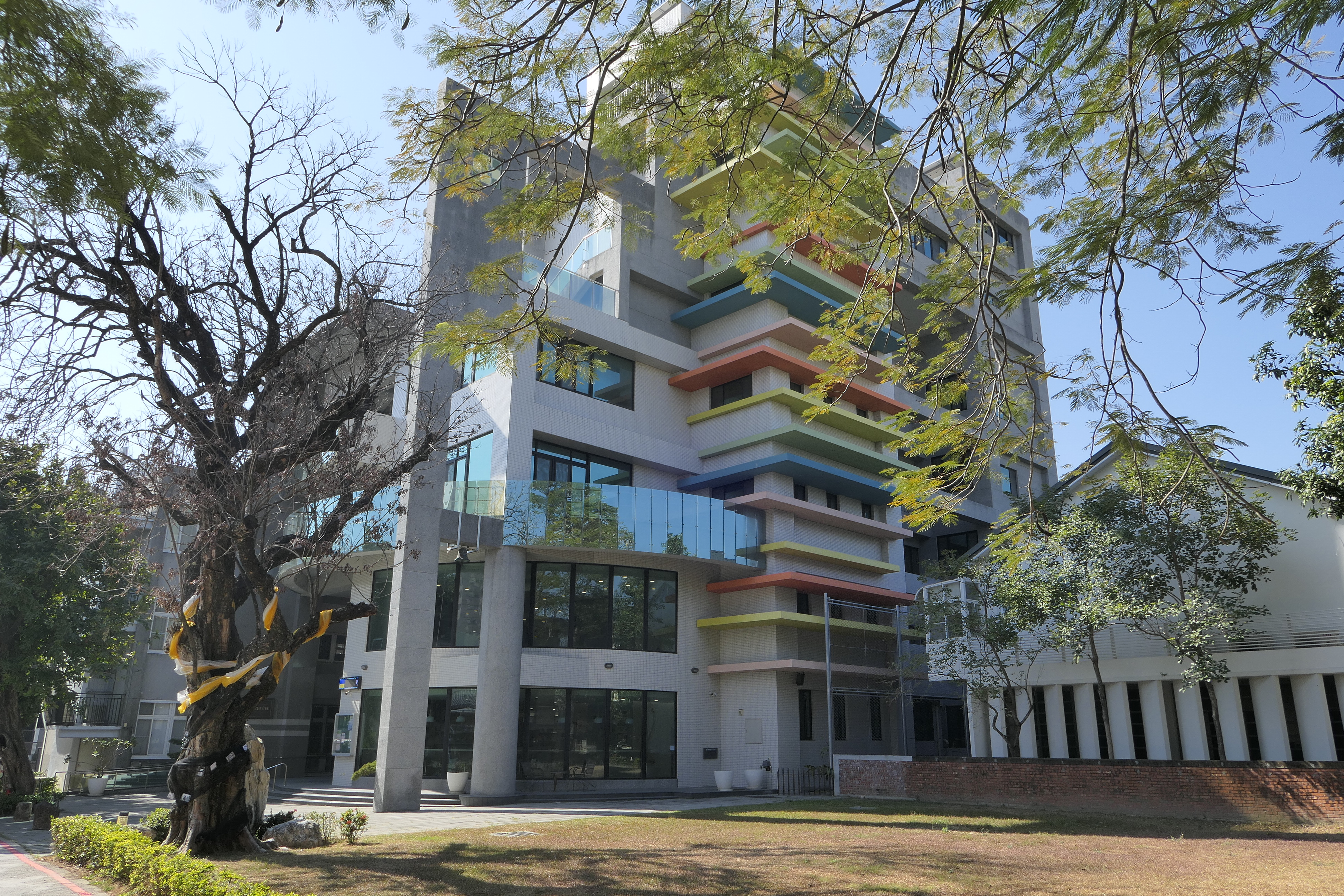
黃彰輝紀念圖書館

在臺南神學院內設有黃彰輝紀念圖書館，於2019年9月28日啟用。